# Gernbergkopf
Der Gernbergkopf bildet zusammen mit dem Hohen Gernberg einen Doppelgipfel in den Bayerischen Voralpen. 
Beide erheben sich trotz der geringen absoluten Höhe recht markant über Wildbad Kreuth bzw. dem Weißachtal, das sie südseitig begrenzen.
Die Verlängerung des etwas diffusen Grates, den sie bilden, führt nach Süden über Graseck und Graseckwand schließlich zum Schildenstein im Blauberghauptkamm.
Der höchste Punkt des Gernbergkopfes ist nur weglos erreichbar.

## Galerie

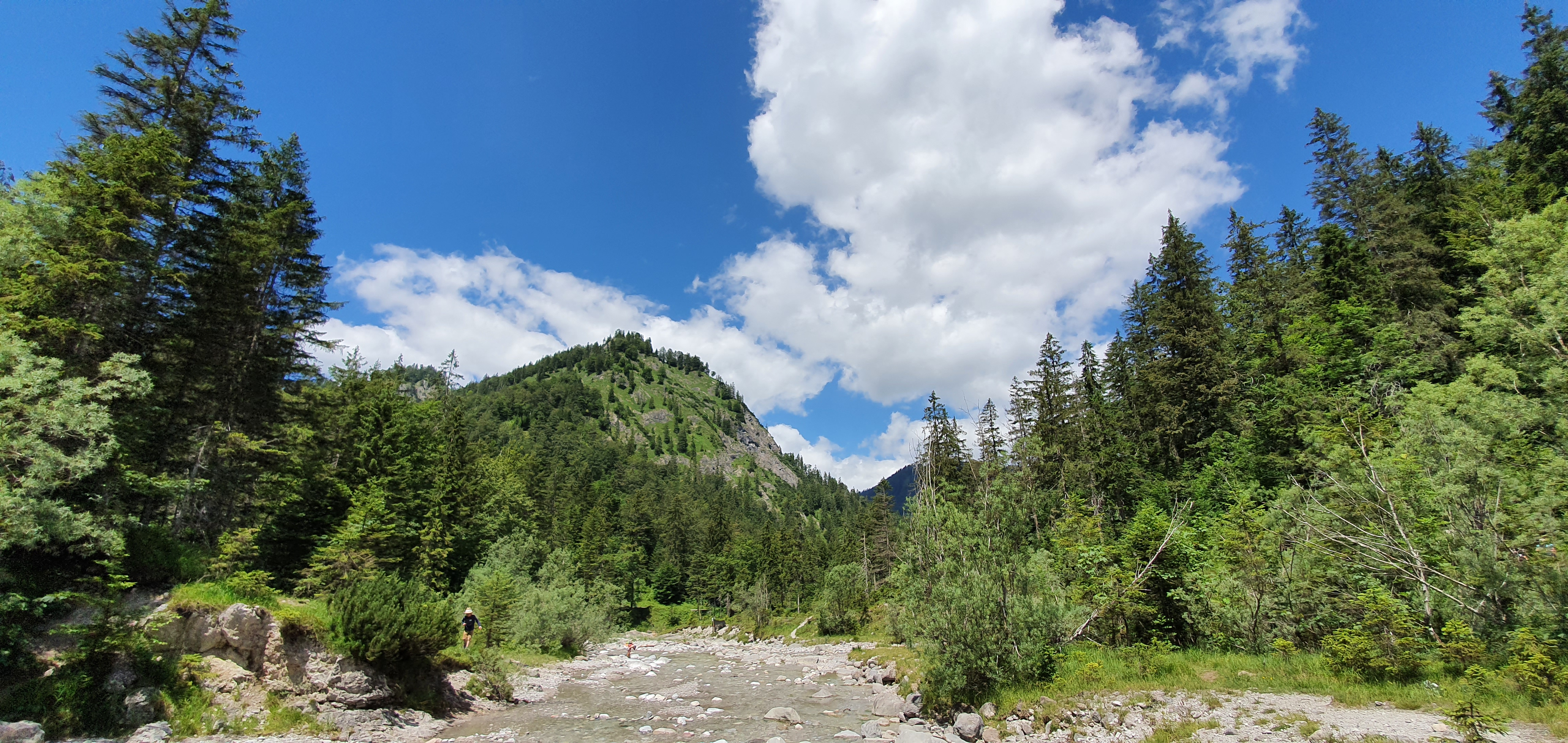
Gernbergkopf von Süden